# Lamberet (entreprise)

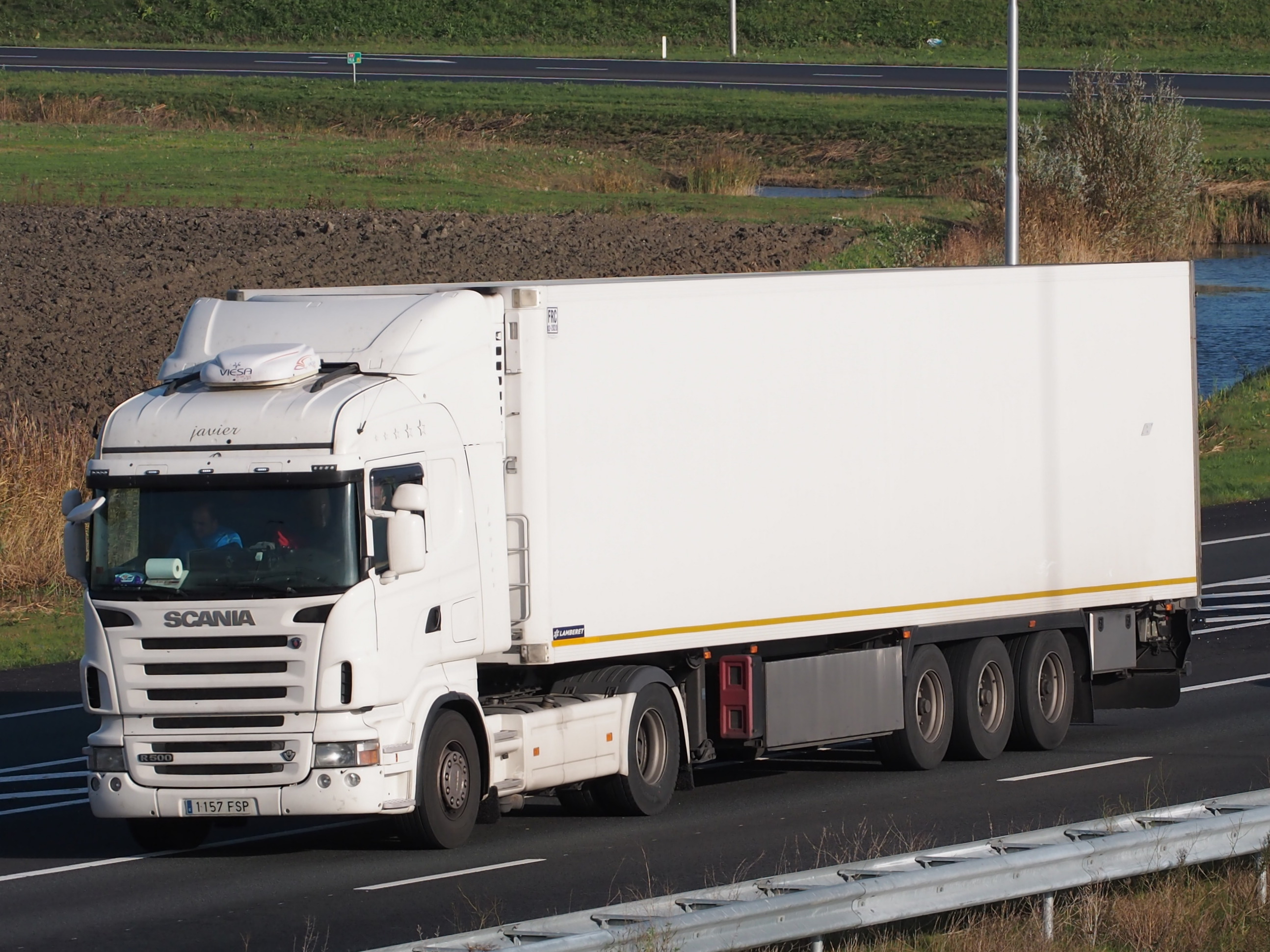
Un Scania R500 tractant une semi-remorque Lamberet.

Lamberet est un carrossier spécialiste des véhicules frigorifiques. 
La gamme Lamberet comprend des utilitaires (fourgon, plancher, châssis), des camions porteurs et des semi-remorques. Son siège social est basé à Bourg-en-Bresse (France). Le Groupe comporte plusieurs usines en Europe, 3 sites de production en France et 1 en Allemagne ainsi que 10 agences Lamberet Services dont 4 en France. Lamberet est intégré au groupe industriel international, d'origine chinoise, AVIC. 

## Historique

### Création de l'entreprise
En 1935, Marius Lamberet crée sa carrosserie industrielle à Vonnas, dans l'Ain. En 1965, Paul Lamberet fonde l'entreprise Lamberet dans la même commune. Quatre années plus tard en 1969, la société s'installe elle et son siège dans la zone d'activités des Teppes à Saint-Cyr-sur-Menthon (Ain) mais garde toujours des bureaux à Vonnas,. 
En 1980, Lamberet devient le premier exportateur français de semi-remorques frigorifiques.

### Implantation sur le marché européen
En 1990, Philippe Lamberet, fils de Paul Lamberet, prend la direction du groupe Lamberet qui connaît une passe difficile en ce début de décennie Pour stimuler la croissance, les ventes ont été étendues à l'ensemble de l'Europe. De plus, des filiales de vente et d'atelier ont été créées en Allemagne, en Espagne, en Angleterre et en Italie. Au fil des ans, de nombreux partenariats ont été établis avec des constructeurs automobiles européens.
En 2000, l’acquisition du concurrent Isomet à Sarreguemines (Moselle) permet à l'entreprise d'avoir un nouveau site de production en France. L’intégration de la société Isomet GmbH à Sarrebruck (Sarres - Allemagne) en 2001, avec son opération de vente, a constitué une étape supplémentaire vers l’augmentation de la capacité de production. Avec l'introduction de la semi-remorque SR01 en 2000, Lamberet a su s'imposer longtemps comme le leader du marché européen des véhicules frigorifiques.

### Face à la crise et la renaissance
À la suite de la crise économique de 2008, l'entreprise subit la plus grande crise depuis sa création. En octobre 2008, elle se met sous la protection de la justice puis est placée sous liquidation judiciaire le 27 février 2009. À cette époque, elle employait près de 700 personnes après la suppression de 150 postes. Deux holdings privées parisiennes se proposent pour reprendre l'affaire : Caravelle et Verdoso Industry. C'est à la première que le tribunal de commerce de Bourg-en-Bresse attribue Lamberet le 7 avril 2009.
Au début des années 2010, elle parvient à remonter la pente, à embaucher et à doubler son chiffre d'affaires en 5 ans. En mai 2015, elle passe sous pavillon chinois avec son rachat par le groupe AVIC par le biais de sa filiale Xinfei France.

## Situation économique

### Chiffre d'affaires
En 2009, le chiffre d'affaires de Lamberet était de 70 millions d’euros puis parvient à doubler en 2014 pour atteindre 140 millions. En 2017, ce chiffre atteint plus de 180 millions.

## Implantation
Originellement implanté à Vonnas (des bureaux y résident toujours), le siège social se déplace au parc d'activités des Teppes à Saint-Cyr-sur-Menthon dès 1969 pour bénéficier du trafic de la route nationale 79. 
La compagnie commercialise près de 7300 véhicules par an dans 38 pays d'Europe, d'Amérique du Nord, du Moyen-Orient et d'Asie. 

### Usines
Différentes usines de l'entreprise sont localisées en France et dans le monde :
- Gross-Rohreim ;
- Saint-Cyr-sur-Menthon depuis 1969 ;
- Saint-Eusèbe depuis 2016[13] ;
- Sarreguemines.

Usine de Saint-Cyr-sur-Menthon
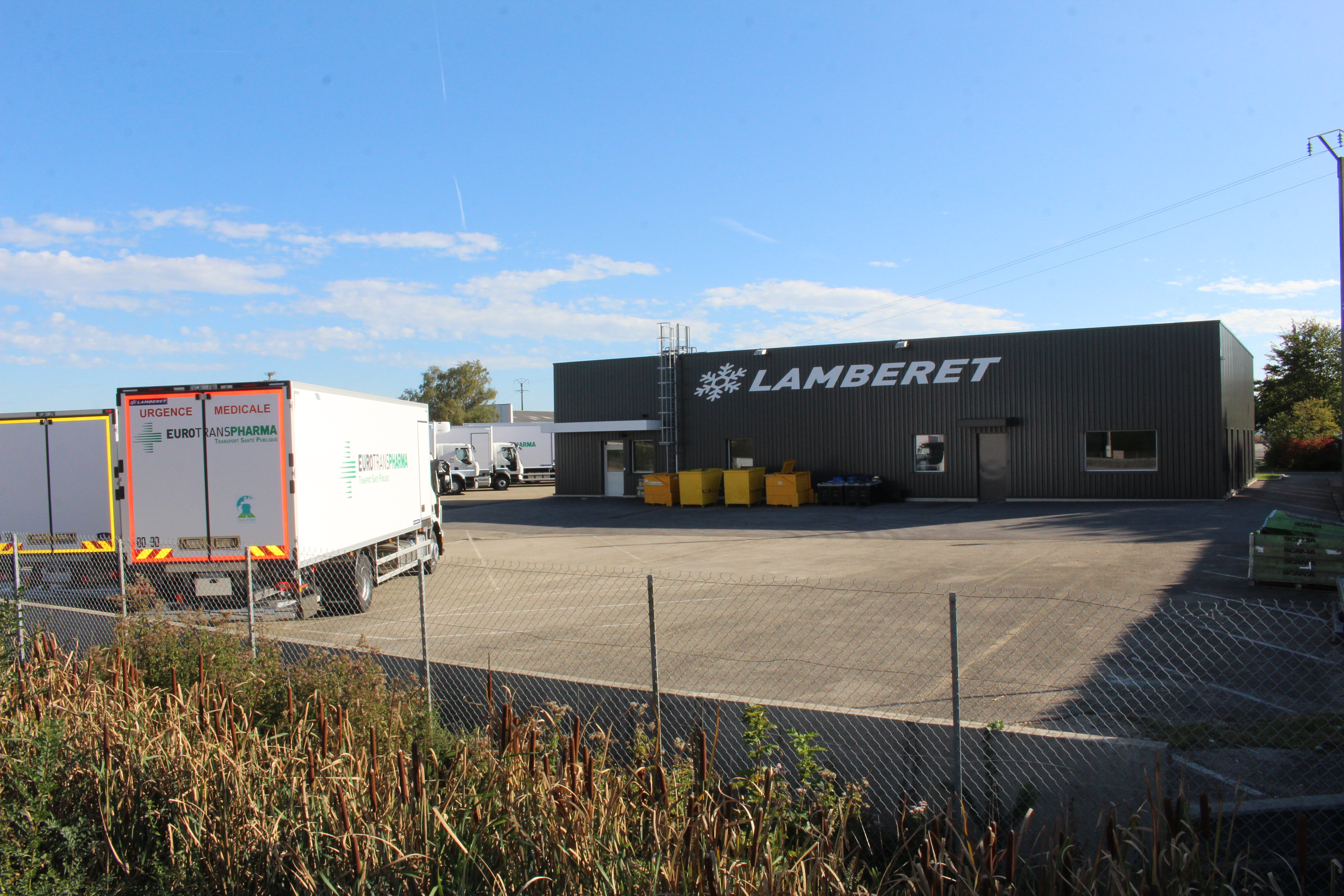
Usine Lamberet de Saint-Cyr-sur-Menthon.
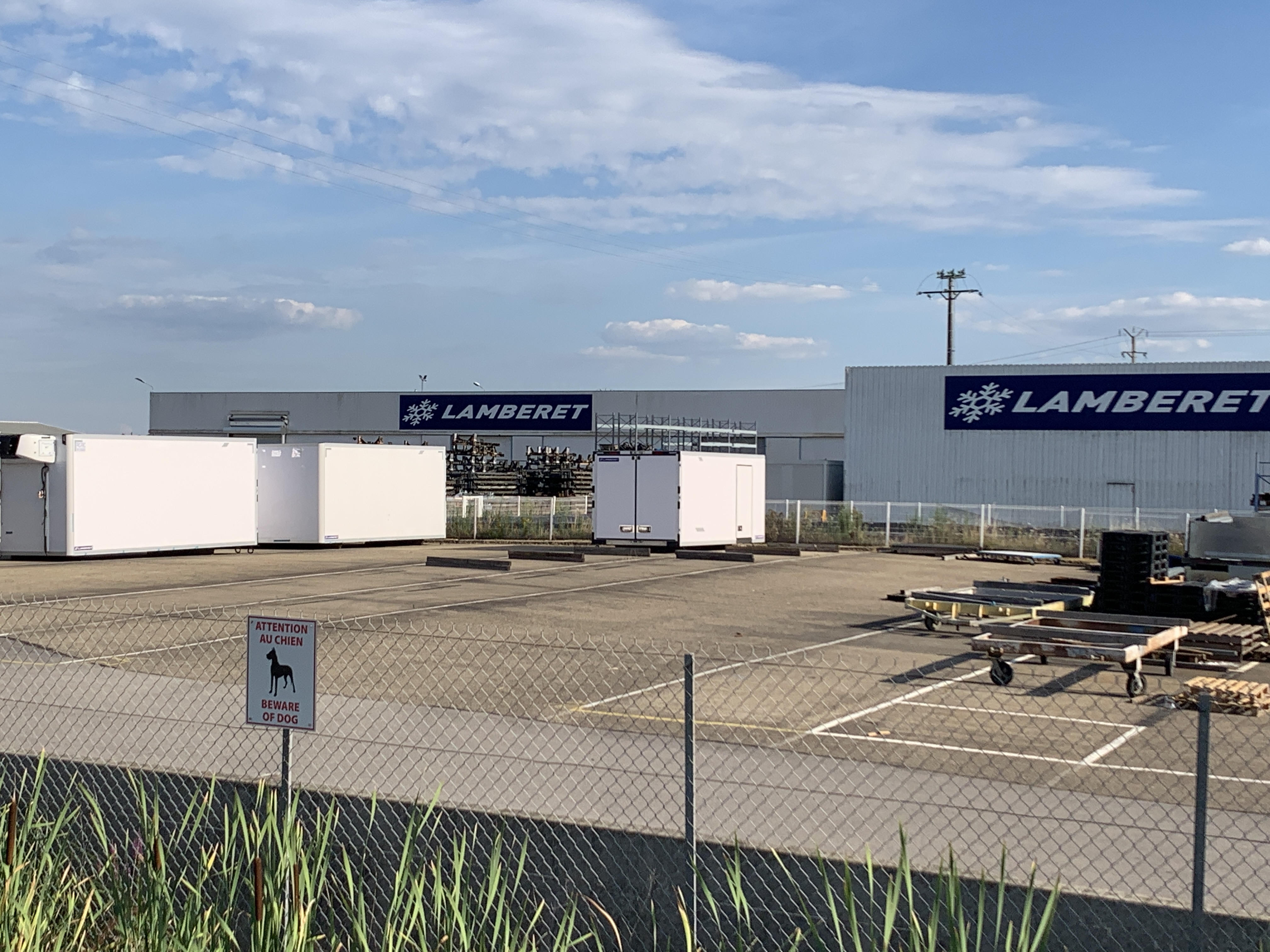
L'usine de Saint-Cyr-sur-Menthon.
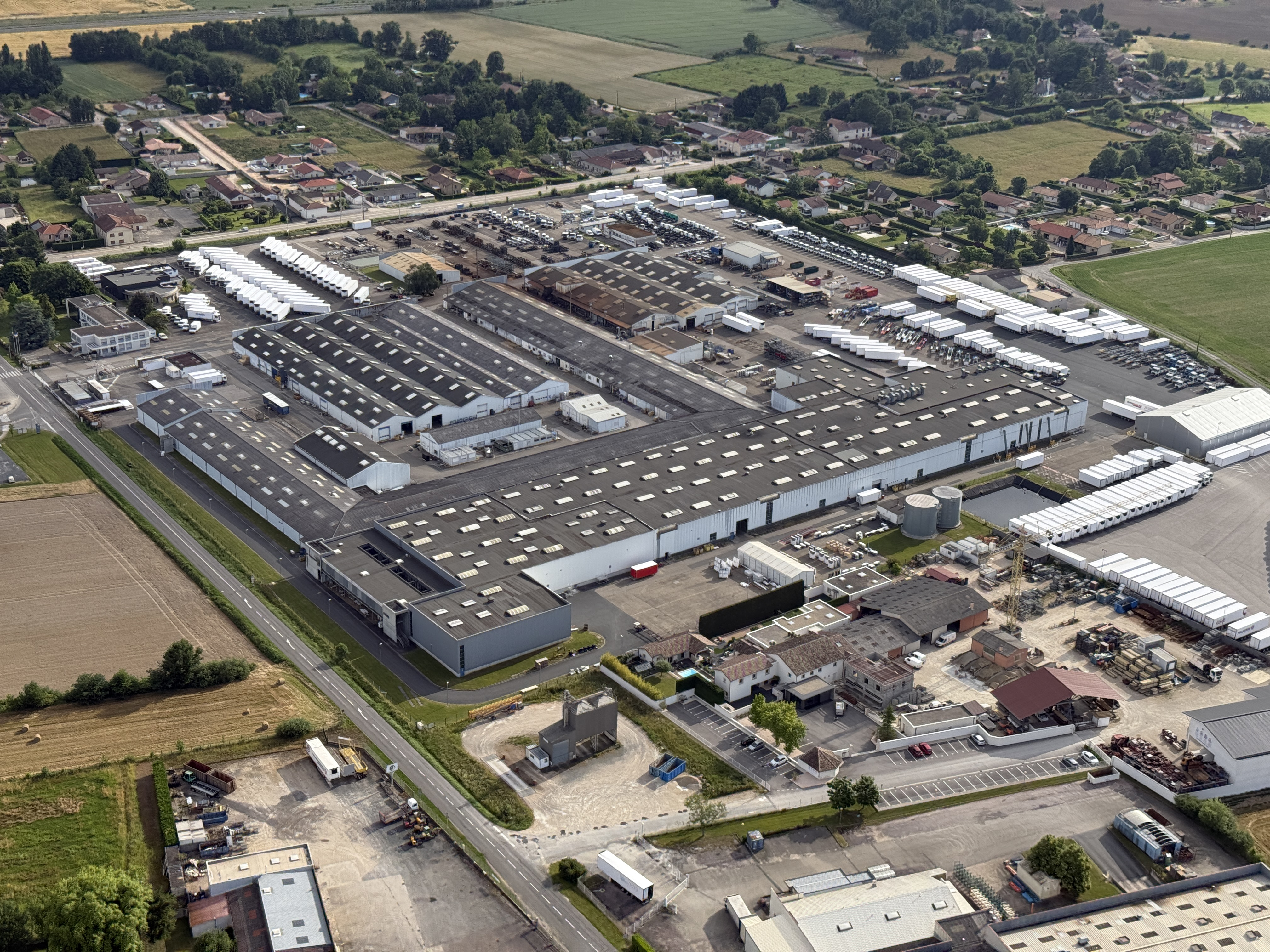
L'usine de Saint-Cyr-sur-Menthon.
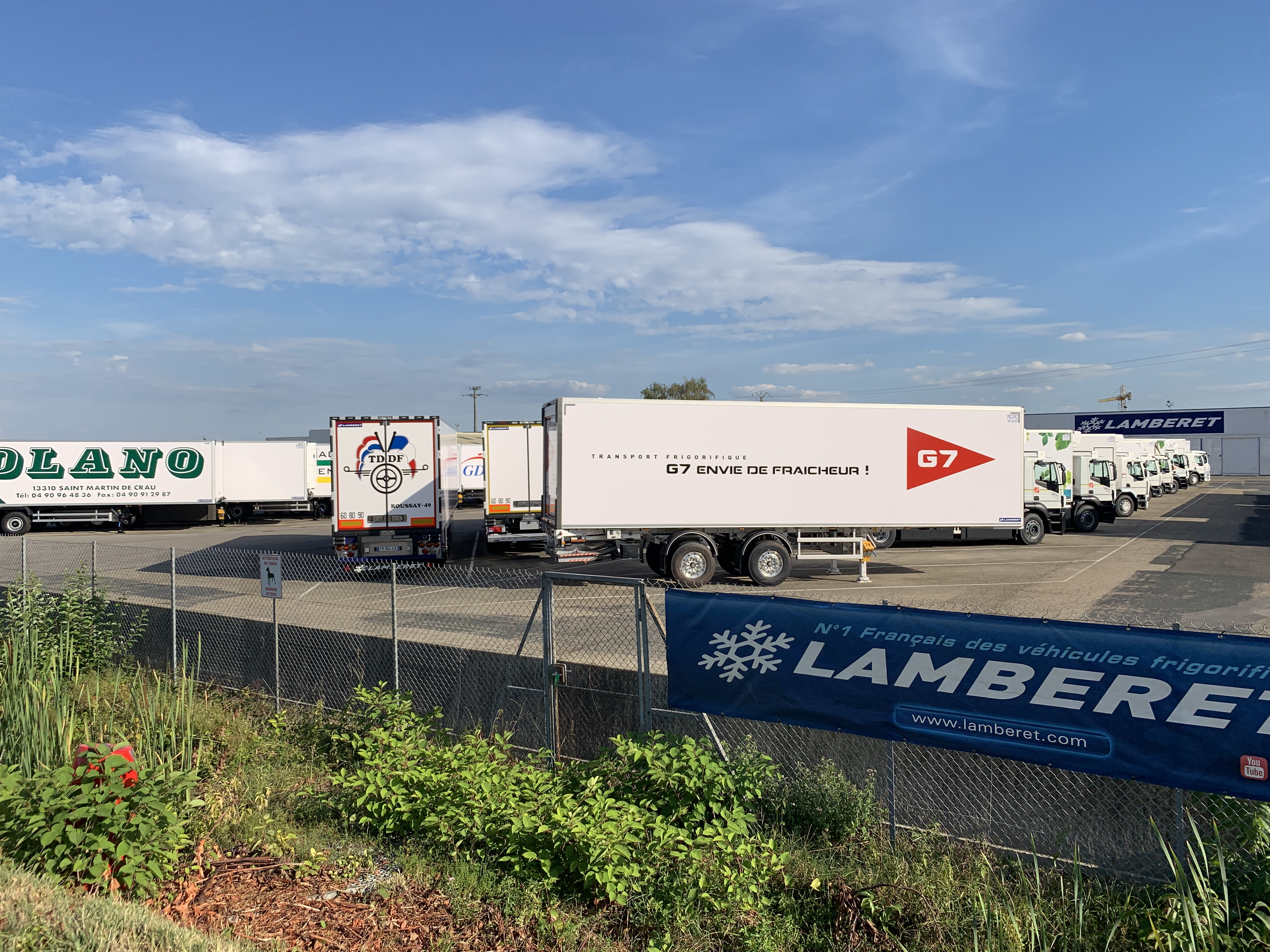
Semi-remorques stationnées en sortie d'usine.
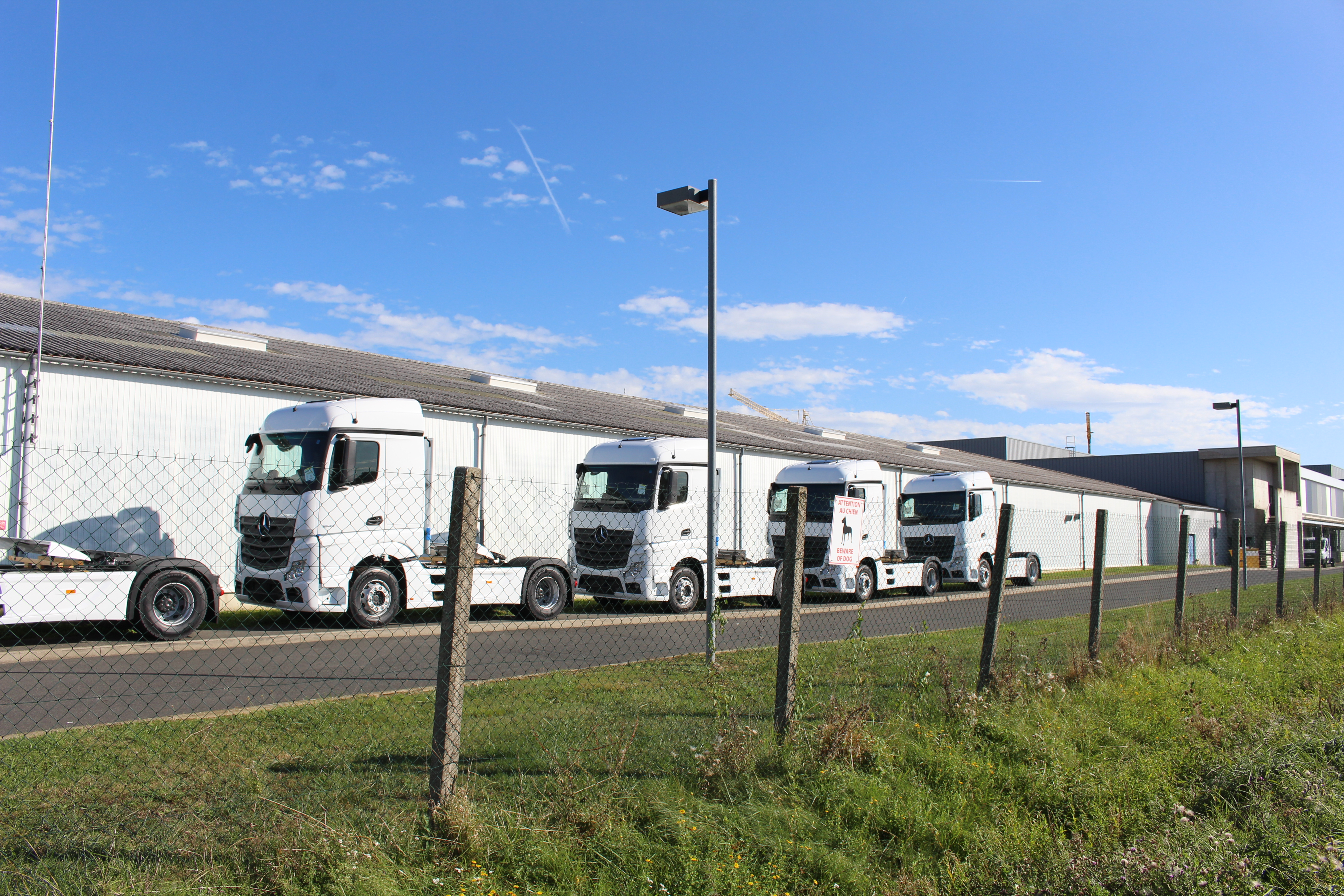
Tracteurs Mercedes en attente d'être attelés à une semi-remorque Lamberet en sortie d'usine.